# Temporada 1994-95 de l'NBA
La temporada 1994-95 de l'NBA fou la 49a en la història de l'NBA. Houston Rockets fou el campió després de guanyar a Orlando Magic per 4-0.

## Aspectes més destacats
- Houston Rockets es convertí en l'equip amb la pitjor classificació a la temporada regular per als playoffs (sisè lloc) i que després han sigut campions de l'NBA.
- Portland Trail Blazers va jugar per darrera vegada al Memorial Coliseum.
- L'All-Star Game de 1995 es disputà a l'America West Arena (actualment conegut com el US Airways Center) a Phoenix, Arizona, amb victòria de l'Oest sobre l'Est per 139-112. Mitch Richmond de Sacramento Kings fou nomenat MVP del partit.
- A mitjan temporada, Michael Jordan retornà després d'un intent poc reeixit jugant a les lligues menors de béisbol. Anuncià el seu retorn a través d'un fax amb dues paraules: "He tornat". Com que Chicago Bulls había retirat el dorsal 23 en honor seu, Jordan va agafar el 45. Durant la segona ronda de playoffs, davant d'Orlando Magic, va recuperar el número 23, tot i que els Bulls van quedar eliminats després de sis partits.
- Boston Celtics disputà la seva darrera temporada en l'històric Boston Garden.
- Chicago Bulls jugà el seu primer partit en el United Center.
- Cleveland Cavaliers jugà el seu primer partit al Gund Arena (actualment Quicken Loans Arena).
- Degut a les reformes en el Seattle Center Coliseum (actualment conegut com el KeyArena), Seattle SuperSonics jugà els seus partits en el Tacoma Dome, prop de Tacoma, Washington.
- Grant Hill es convertí en el primer rookie a liderar la votació dels espectadors per a l'All-Star Game de l'NBA.
- Orlando Magic fue el primer dels quatre equips de l'expansió de finals dels 80 que arribà a unes Finals de l'NBA. Van perdre en quatre partits davant els vigents campions, Houston Rockets.
- Lenny Wilkens superà a Red Auerbach i es convertí en l'entrenador amb més victòries en la història de l'NBA.

## Classificacions
| Equip              | V  | D  | %V   | P  |
| ------------------ | -- | -- | ---- | -- |
| Orlando Magic      | 57 | 25 | ,695 | -  |
| New York Knicks    | 55 | 27 | ,671 | 2  |
| Boston Celtics     | 35 | 47 | ,427 | 22 |
| Miami Heat         | 32 | 50 | ,390 | 25 |
| New Jersey Nets    | 30 | 52 | ,366 | 27 |
| Philadelphia 76ers | 24 | 58 | ,293 | 33 |
| Washington Bullets | 21 | 61 | ,256 | 36 |

| Equip               | V  | D  | %V   | P  |
| ------------------- | -- | -- | ---- | -- |
| Indiana Pacers      | 52 | 30 | ,634 | -  |
| Charlotte Hornets   | 50 | 32 | ,610 | 2  |
| Chicago Bulls       | 47 | 35 | ,573 | 5  |
| Cleveland Cavaliers | 43 | 39 | ,524 | 9  |
| Atlanta Hawks       | 42 | 40 | ,512 | 10 |
| Milwaukee Bucks     | 34 | 48 | ,415 | 18 |
| Detroit Pistons     | 28 | 54 | ,341 | 24 |

| Equip                  | V  | D  | %V   | P  |
| ---------------------- | -- | -- | ---- | -- |
| San Antonio Spurs      | 62 | 20 | ,756 | -  |
| Utah Jazz              | 60 | 22 | ,732 | 2  |
| Houston Rockets C      | 47 | 35 | ,573 | 15 |
| Denver Nuggets         | 41 | 41 | ,500 | 21 |
| Dallas Mavericks       | 36 | 46 | ,439 | 26 |
| Minnesota Timberwolves | 21 | 61 | ,256 | 41 |

| Equip                  | V  | D  | %V   | P  |
| ---------------------- | -- | -- | ---- | -- |
| Phoenix Suns           | 59 | 23 | ,720 | -  |
| Seattle SuperSonics    | 57 | 25 | ,695 | 2  |
| Los Angeles Lakers     | 48 | 34 | ,585 | 11 |
| Portland Trail Blazers | 44 | 38 | ,537 | 15 |
| Sacramento Kings       | 39 | 43 | ,476 | 20 |
| Golden State Warriors  | 26 | 56 | ,317 | 33 |
| Los Angeles Clippers   | 17 | 65 | ,207 | 42 |

* V: victòries
* D: Derrotes
* %V: Percentatge de victòries
* P: Diferència de partits respecte al primer lloc
* C: Campió

## Playoffs
Els equips en negreta van avançar fins a la següent ronda. Els números a l'esquerra de cada equip indiquen la posició de l'equip en la seva conferència, i els números a la dreta indiquen el nombre de partits que l'equip va guanyar en aquesta ronda. Els campions de divisió estan marcats per un asterisc. L'avantatge de pista local no pertany necessàriament a l'equip de posició més alta al seu grup, sinó a l'equip amb un millor rècord a la temporada regular; els equips que gaudeixen de l'avantatge de casa es mostren en cursiva.
|  | Primera Ronda | Primera Ronda | Primera Ronda |   |           | Semifinals de Conferència | Semifinals de Conferència | Semifinals de Conferència |  |   | Finals de Conferència | Finals de Conferència | Finals de Conferència |  |    | Final NBA | Final NBA | Final NBA |
|  |               |               |               |   |           |                           |                           |                           |  |   |                       |                       |                       |  |    |           |           |           |
|  | 1             | San Antonio   | 3             |   |           |                           |                           |                           |  |   |                       |                       |                       |  |    |           |           |           |
|  | 8             | Denver        | 0             |   |           |                           |                           |                           |  |   |                       |                       |                       |  |    |           |           |           |
|  | 8             | Denver        | 0             |   | 1         | San Antonio               | 4                         |                           |  |   |                       |                       |                       |  |    |           |           |           |
|  |               |               |               |   | 1         | San Antonio               | 4                         |                           |  |   |                       |                       |                       |  |    |           |           |           |
|  |               | 5             | L.A. Lakers   | 2 |           |                           |                           |                           |  |   |                       |                       |                       |  |    |           |           |           |
|  | 4             | 5             | L.A. Lakers   | 2 | Seattle   | 1                         |                           |                           |  |   |                       |                       |                       |  |    |           |           |           |
|  | 4             |               |               |   | Seattle   | 1                         |                           |                           |  |   |                       |                       |                       |  |    |           |           |           |
|  | 5             | L.A. Lakers   | 3             |   |           |                           |                           |                           |  |   |                       |                       |                       |  |    |           |           |           |
|  | 5             | L.A. Lakers   | 3             |   |           |                           |                           |                           |  | 1 | San Antonio           | 2                     |                       |  |    |           |           |           |
|  |               |               |               |   |           |                           |                           |                           |  | 1 | San Antonio           | 2                     |                       |  |    |           |           |           |
|  |               | 6             | Houston       | 4 |           |                           |                           |                           |  |   |                       |                       |                       |  |    |           |           |           |
|  | 3             | 6             | Houston       | 4 | Utah      | 2                         |                           |                           |  |   |                       |                       |                       |  |    |           |           |           |
|  | 3             |               |               |   | Utah      | 2                         |                           |                           |  |   |                       |                       |                       |  |    |           |           |           |
|  | 6             | Houston       | 3             |   |           |                           |                           |                           |  |   |                       |                       |                       |  |    |           |           |           |
|  | 6             | Houston       | 3             |   | 6         | Houston                   | 4                         |                           |  |   |                       |                       |                       |  |    |           |           |           |
|  |               |               |               |   | 6         | Houston                   | 4                         |                           |  |   |                       |                       |                       |  |    |           |           |           |
|  |               | 2             | Phoenix       | 3 |           |                           |                           |                           |  |   |                       |                       |                       |  |    |           |           |           |
|  | 2             | 2             | Phoenix       | 3 | Phoenix   | 3                         |                           |                           |  |   |                       |                       |                       |  |    |           |           |           |
|  | 2             |               |               |   | Phoenix   | 3                         |                           |                           |  |   |                       |                       |                       |  |    |           |           |           |
|  | 7             | Portland      | 0             |   |           |                           |                           |                           |  |   |                       |                       |                       |  |    |           |           |           |
|  | 7             | Portland      | 0             |   |           |                           |                           |                           |  |   |                       |                       |                       |  | O6 | Houston   | 4         |           |
|  |               |               |               |   |           |                           |                           |                           |  |   |                       |                       |                       |  | O6 | Houston   | 4         |           |
|  |               | E1            | Orlando       | 0 |           |                           |                           |                           |  |   |                       |                       |                       |  |    |           |           |           |
|  | 1             | E1            | Orlando       | 0 | Orlando   | 3                         |                           |                           |  |   |                       |                       |                       |  |    |           |           |           |
|  | 1             |               |               |   | Orlando   | 3                         |                           |                           |  |   |                       |                       |                       |  |    |           |           |           |
|  | 8             | Boston        | 1             |   |           |                           |                           |                           |  |   |                       |                       |                       |  |    |           |           |           |
|  | 8             | Boston        | 1             |   | 1         | Orlando                   | 4                         |                           |  |   |                       |                       |                       |  |    |           |           |           |
|  |               |               |               |   | 1         | Orlando                   | 4                         |                           |  |   |                       |                       |                       |  |    |           |           |           |
|  |               | 5             | Chicago       | 2 |           |                           |                           |                           |  |   |                       |                       |                       |  |    |           |           |           |
|  | 4             | 5             | Chicago       | 2 | Charlotte | 1                         |                           |                           |  |   |                       |                       |                       |  |    |           |           |           |
|  | 4             |               |               |   | Charlotte | 1                         |                           |                           |  |   |                       |                       |                       |  |    |           |           |           |
|  | 5             | Chicago       | 3             |   |           |                           |                           |                           |  |   |                       |                       |                       |  |    |           |           |           |
|  | 5             | Chicago       | 3             |   |           |                           |                           |                           |  | 1 | Orlando               | 4                     |                       |  |    |           |           |           |
|  |               |               |               |   |           |                           |                           |                           |  | 1 | Orlando               | 4                     |                       |  |    |           |           |           |
|  |               | 2             | Indiana       | 3 |           |                           |                           |                           |  |   |                       |                       |                       |  |    |           |           |           |
|  | 3             | 2             | Indiana       | 3 | New York  | 3                         |                           |                           |  |   |                       |                       |                       |  |    |           |           |           |
|  | 3             |               |               |   | New York  | 3                         |                           |                           |  |   |                       |                       |                       |  |    |           |           |           |
|  | 6             | Cleveland     | 1             |   |           |                           |                           |                           |  |   |                       |                       |                       |  |    |           |           |           |
|  | 6             | Cleveland     | 1             |   | 3         | New York                  | 3                         |                           |  |   |                       |                       |                       |  |    |           |           |           |
|  |               |               |               |   | 3         | New York                  | 3                         |                           |  |   |                       |                       |                       |  |    |           |           |           |
|  |               | 2             | Indiana       | 4 |           |                           |                           |                           |  |   |                       |                       |                       |  |    |           |           |           |
|  | 2             | 2             | Indiana       | 4 | Indiana   | 3                         |                           |                           |  |   |                       |                       |                       |  |    |           |           |           |
|  | 2             |               |               |   | Indiana   | 3                         |                           |                           |  |   |                       |                       |                       |  |    |           |           |           |
|  | 7             | Atlanta       | 0             |   |           |                           |                           |                           |  |   |                       |                       |                       |  |    |           |           |           |

## Estadístiques
| Categoria                   | Jugador          | Equip                 | Mitjana/% |
| --------------------------- | ---------------- | --------------------- | --------- |
| Punts per partit            | Shaquille O'Neal | Orlando Magic         | 29,3      |
| Rebots per partit           | Dennis Rodman    | San Antonio Spurs     | 16,8      |
| Assistències per partit     | John Stockton    | Utah Jazz             | 12,3      |
| Robatoris per partit        | Scottie Pippen   | Chicago Bulls         | 2,9       |
| Taps per partit             | Dikembe Mutombo  | Denver Nuggets        | 3,9       |
| Percentatge de tirs de camp | Chris Gatling    | Golden State Warriors | 63,3      |
| Percentatge de tirs lliures | Spud Webb        | Sacramento Kings      | 93,4      |
| Percentatge de triples      | Steve Kerr       | Chicago Bulls         | 52,4      |

## Premis
- MVP de la temporada
  -  David Robinson (San Antonio Spurs)

- Rookie de l'any
  -  Jason Kidd (Dallas Mavericks)
  -  Grant Hill (Detroit Pistons)

- Millor defensor
  -  Dikembe Mutombo (Denver Nuggets)

- Millor sisè home
  -  Anthony Mason (New York Knicks)

- Jugador amb millor progressió
  -  Dana Barros (Philadelphia 76ers)

- Entrenador de l'any
  -  Del Harris (Los Angeles Lakers)

- Primer quintet de la temporada
  - A - Karl Malone, Utah Jazz
  - A - Scottie Pippen, Chicago Bulls
  - P - David Robinson, San Antonio Spurs
  - B - John Stockton, Utah Jazz
  - B - Anfernee Hardaway, Orlando Magic

- Segon quintet de la temporada
  - Shawn Kemp, Seattle SuperSonics
  - Charles Barkley, Phoenix Suns
  - Shaquille O'Neal, Orlando Magic
  - Gary Payton, Seattle SuperSonics
  - Mitch Richmond, Sacramento Kings

- Tercer quintet de la temporada
  - Detlef Schrempf, Seattle SuperSonics
  - Dennis Rodman, San Antonio Spurs
  - Hakeem Olajuwon, Houston Rockets
  - Reggie Miller, Indiana Pacers
  - Clyde Drexler, Houston Rockets

- Millor quintet de rookies
  - Jason Kidd, Dallas Mavericks
  - Grant Hill, Detroit Pistons
  - Eddie Jones, Los Angeles Lakers
  - Brian Grant, Sacramento Kings
  - Glenn Robinson, Milwaukee Bucks

- Primer quintet defensiu
  - Scottie Pippen, Chicago Bulls
  - Dennis Rodman, San Antonio Spurs
  - David Robinson, San Antonio Spurs
  - Gary Payton, Seattle SuperSonics
  - Mookie Blaylock, Atlanta Hawks

- Segon quintet defensiu
  - Horace Grant, Orlando Magic
  - Derrick McKey, Indiana Pacers
  - Dikembe Mutombo, Denver Nuggets
  - John Stockton, Utah Jazz
  - Nate McMillan, Seattle SuperSonics